# Wereldbeker schaatsen 2012/2013 - Ploegenachtervolging mannen
De ploegenachtervolging voor mannen tijdens de wereldbeker schaatsen 2012/2013 begon op 17 november 2012 in Heerenveen en eindigde daar ook op 8 maart 2013 tijdens de wereldbekerfinale.
Titelverdediger was de Nederlandse ploeg, die het vorige seizoen drie keer won en een keer viel. Dit keer werden alle vier de wedstrijden gewonnen en de wereldbeker werd met verve geprolongeerd.

## Podia
| Wedstrijd:     | Goud:                                                 | Tijd    | Zilver:                                                | Tijd    | Brons:                                                            | Tijd    |
| Heerenveen (1) | Nederland Jan Blokhuijsen Sven Kramer Koen Verweij    | 3.39,76 | Rusland Denis Joeskov Jevgeni Lalenkov Ivan Skobrev    | 3.42,90 | Zuid-Korea Joo Hyung-joon Ko Byung-wook Lee Seung-hoon            | 3.43,57 |
| Astana         | Nederland Jorrit Bergsma Jan Blokhuijsen Koen Verweij | 3.41,27 | Zuid-Korea Joo Hyung-joon Kim Cheol-min Lee Seung-hoon | 3.41,49 | Noorwegen Håvard Bøkko Simen Spieler Nilsen Sverre Lunde Pedersen | 3.43,43 |
| Erfurt         | Nederland Jorrit Bergsma Sven Kramer Koen Verweij     | 3.45,21 | Zuid-Korea Kim Cheol-min Ko Byung-wook Lee Seung-hoon  | 3.45,33 | Polen Zbigniew Bródka Konrad Niedźwiedzki Jan Szymański           | 3.45,79 |
| Heerenveen (2) | Nederland Jan Blokhuijsen Sven Kramer Koen Verweij    | 3.40,64 | Zuid-Korea Joo Hyung-joon Ko Byung-wook Lee Seung-hoon | 3.42,69 | Rusland Denis Joeskov Jevgeni Lalenkov Ivan Skobrev               | 3.43,02 |

## Eindstand
| #      | Land             | Schaatsers                                             | HVN1 | AST | ERF | HVN2 | Totaal |
| ------ | ---------------- | ------------------------------------------------------ | ---- | --- | --- | ---- | ------ |
| Goud   | Nederland        | Bergsma, Blokhuijsen, Kramer, Verweij                  | 100  | 100 | 100 | 150  | 450    |
| Zilver | Zuid-Korea       | Joo, Kim, Ko, Lee S-h                                  | 70   | 80  | 80  | 120  | 350    |
| Brons  | Rusland          | Grjaztsov, Joeskov, Lalenkov, Skobrev                  | 80   | 40  | 60  | 105  | 285    |
| 4      | Noorwegen        | Bøkko, Van der Horst, Nilsen, Pedersen                 | 45   | 70  | 50  | 90   | 255    |
| 5      | Polen            | Bródka, Niedźwiedzki, Szymański                        | 40   | 50  | 70  |      | 160    |
| 6      | Canada           | Belchos, Blais-Dufour, Derraugh, Makowsky, D. Morrison | 60   | 60  | 30  |      | 150    |
| 7      | Duitsland        | Baumgärtner, Beckert, Geisreiter, Lehmann, Weber       | 50   | 35  | 45  |      | 130    |
| 8      | Italië           | Anesi, Cignini, Giovannini, Nenzi, Stefani             | 35   | 25  | 40  |      | 100    |
| 9      | Frankrijk        | Contin, Fernandez, Macé                                | 30   | 45  |     |      | 75     |
| 10     | België           | Spruyt, B. Swings, M. Swings, Van Praet                | 16   | 30  | 25  |      | 71     |
| 11     | Verenigde Staten | Garcia, Hansen, Kuck, Mantia, Marsicano                | 25   |     | 35  |      | 60     |
| 12     | Japan            | Abe, Kondo, Miwa, Mori, Zaike                          | 21   | 18  | 18  |      | 57     |
| 13     | China            | Li, Sun, Xu                                            | 18   |     | 21  |      | 39     |
| 14     | Kazachstan       | Babenko, Koezin, Zjigin                                |      | 21  |     |      | 21     |

2004/2005 · 
2005/2006 · 
2006/2007 · 
2007/2008 · 
2008/2009 · 
2009/2010 · 
2010/2011 · 
2011/2012 · 
2012/2013 · 
2013/2014 · 
2014/2015 · 
2015/2016 · 
2016/2017 · 
2017/2018 · 
2018/2019 · 
2019/2020 · 
2020/2021 · 
2021/2022 · 
2022/2023 · 
2023/2024 · 
2024/2025